# Kerkhof van Herzele
Het Kerkhof van Herzele is een gemeentelijke begraafplaats in de Belgische gemeente Herzele. Het kerkhof ligt rond de Sint-Martinuskerk en is ommuurd met een witte bakstenen muur.
Het kerkhof bestaat uit een begraafplaats, columbarium en een strooiweide. Aan de noordvleugel van de kerk staat een gedenkteken voor de gesneuvelde Belgische soldaten uit de beide wereldoorlogen. 

## Geschiedenis
Rond het einde van de 18de eeuw was het kerkhof nog beplant met notelaars en appelaars. Wegens de aftakeling van het kerkgebouw in het jaar 1900, werd de kerk heropgebouwd en uitgebreid, hierdoor kreeg het kerkhof ook een uitbreiding. De extra grond voor het kerkhof werd geschonken door Madame Ghislaine Marie Thérèse, Barones Van de Woestijne bijgestaan door haar echtgenoot Gustaaf Jean Marie Jozef, burggraaf Du Parc. De grond was 29 aren en was ten westen van de kerk gelegen. In 1961 kwam nog een uitbreiding. De grond was deze keer 42 aren groot en was ten noorden van de kerk gelegen. De prijs voor de uitbreiding was 158 700 franken en werd zoals voorheen bekostigd door de Du Parc familie. 

## Lijkenhuisje
Op het kerkhof kunt u ook een kapel vinden, deze diende vroeger als koelruimte voor de lijken. De kapelvloer bestaat uit arduin. Deze steen staat erom bekend voor een lange tijd koel te blijven. Hierdoor konden lijken langer bewaard worden op een natuurlijke manier. Op de rondboog boven de deur staat geschreven “Beati Mortui Qui In Domino Moriuntur” wat vertaald naar het Nederlands betekent: “Gezegend zijn de doden die gestorven zijn in de naam van de vader”. 

## Oorlogsmonument
| Naam soldaat                  | Sterftedatum     |
| Cyriel Liessens               | 3 oktober 1914   |
| August Joseph Van Der Smessen | ? oktober 1914   |
| Alfred Callebaut              | 7 april 1915     |
| Camiel De Smet                | 15 april 1915    |
| Louis Van Geyt                | 18 april 1915    |
| Alfons Vyverman               | 26 mei 1915      |
| Jean Van Liedekerke           | 24 juni 1915     |
| Hippoliet Van Brantegem       | 10 december 1915 |
| Gustaaf Haelterman            | 13 december 1915 |
| André De Vuyst                | ? 1915           |
| Camiel Schouppe               | 10 mei 1916      |
| Omer Dierickx                 | 26 mei 1916      |
| Emiel Haegeman                | 2 augustus 1917  |
| Alfred Dierickx               | 16 november 1917 |
| Camiel D’Hoolaege             | 4 februari 1918  |
| Burggraaf Raphaël du Parc     | 4 maart 1918     |
| Louis Frans Christiaens       | 26 april 1918    |
| Gustaaf Borle                 | 15 oktober 1918  |

Op het kerkhof van Herzele kunt u een oorlogsmonument vinden. Dit monument vereert de gesneuvelde soldaten die woonachtig waren in Groot-Herzele. 

## Britse oorlogsgraven
Op het kerkhof bevinden zich acht Britse militaire graven met gesneuvelden uit de Eerste Wereldoorlog. Zij stierven op 7 december 1918 als gevolg van een treinongeval. De graven liggen langs de noordkant van de kerk en worden onderhouden door de Commonwealth War Graves Commission waar ze geregistreerd staat onder Herzele Churchyard.
| Naam soldaat   | Functie                                      | Sterftedatum    |
| L. Boff        | 86437 SAPPER – ROYAL ENGINEERS               | 7 december 1918 |
| A.D.H Richmond | 5360 CHIEF MECANIC – ROYAL AIR FORCE         | 7 december 1918 |
| W. Foster      | 134962 1st PRIVATE – ROYAL AIR FORCE         | 7 december 1918 |
| E.G. Preston   | J/25692 1st AIR MECH – ROYAL AIR FORCE       | 7 december 1918 |
| J. Brown       | 125116 1st PRIVATE – ROYAL AIR FORCE         | 7 december 1918 |
| V. Hugo        | 23502 CORPORAL – ROYAL AIRFORCE              | 7 december 1918 |
| J. Turnbull    | M2/150886 PRIVATE – ROYAL ARMY SERVICE CORPS | 7 december 1918 |
| H. Hawes       | 49293 SAPPER – ROYAL ENGINEERS               | 7 december 1918 |

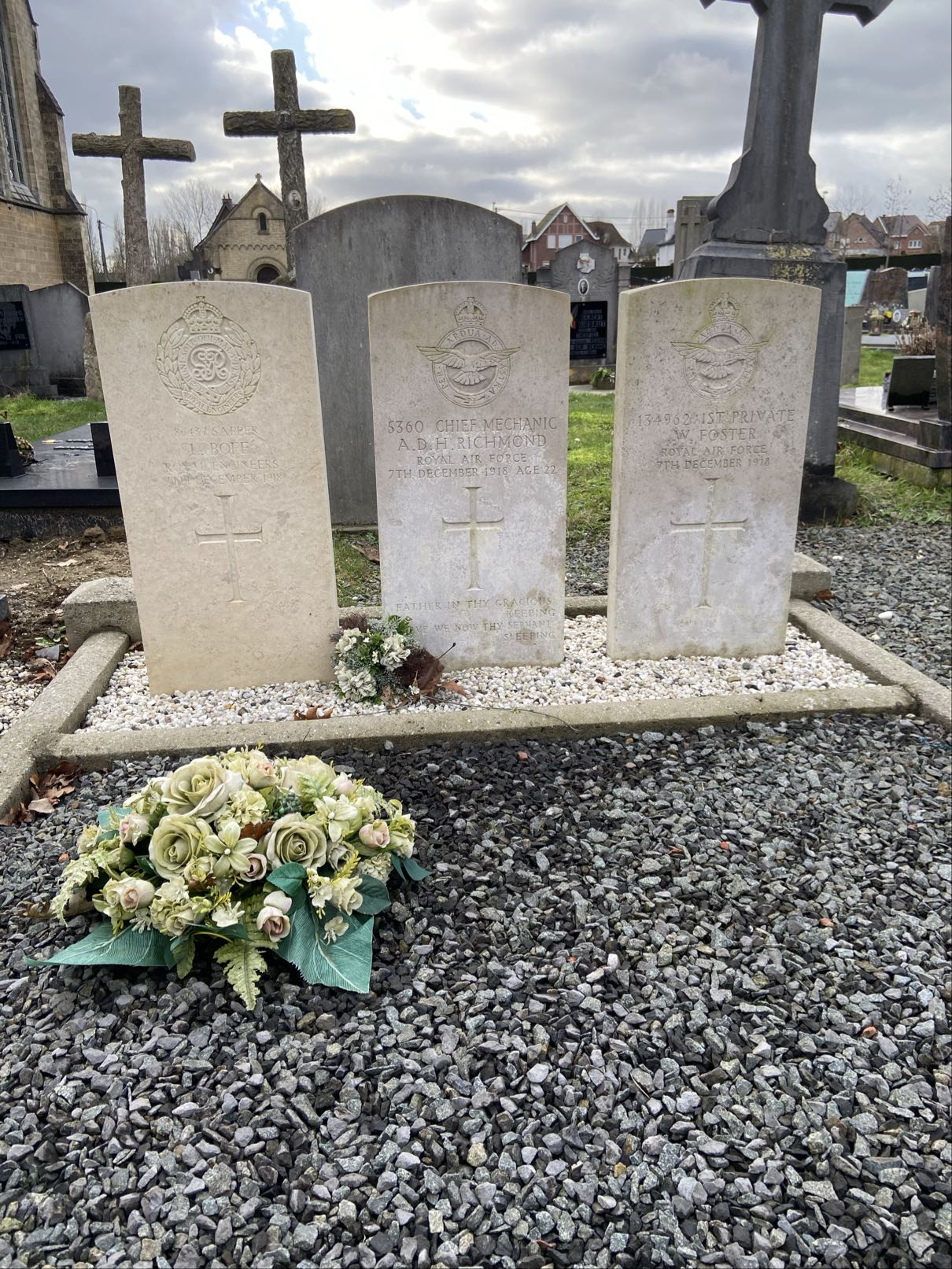
Britse oorlogsgraven
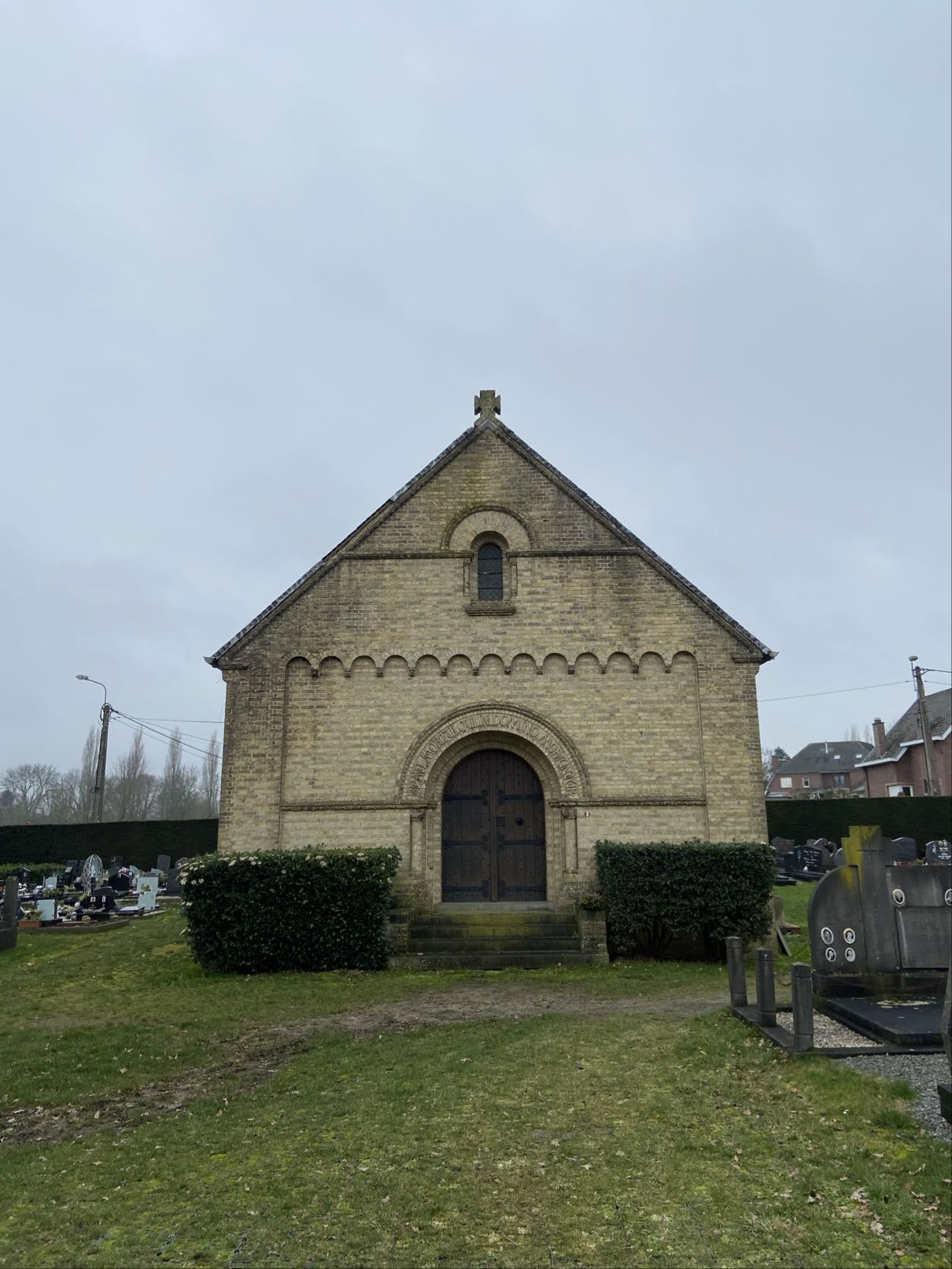
Lijkenhuisje
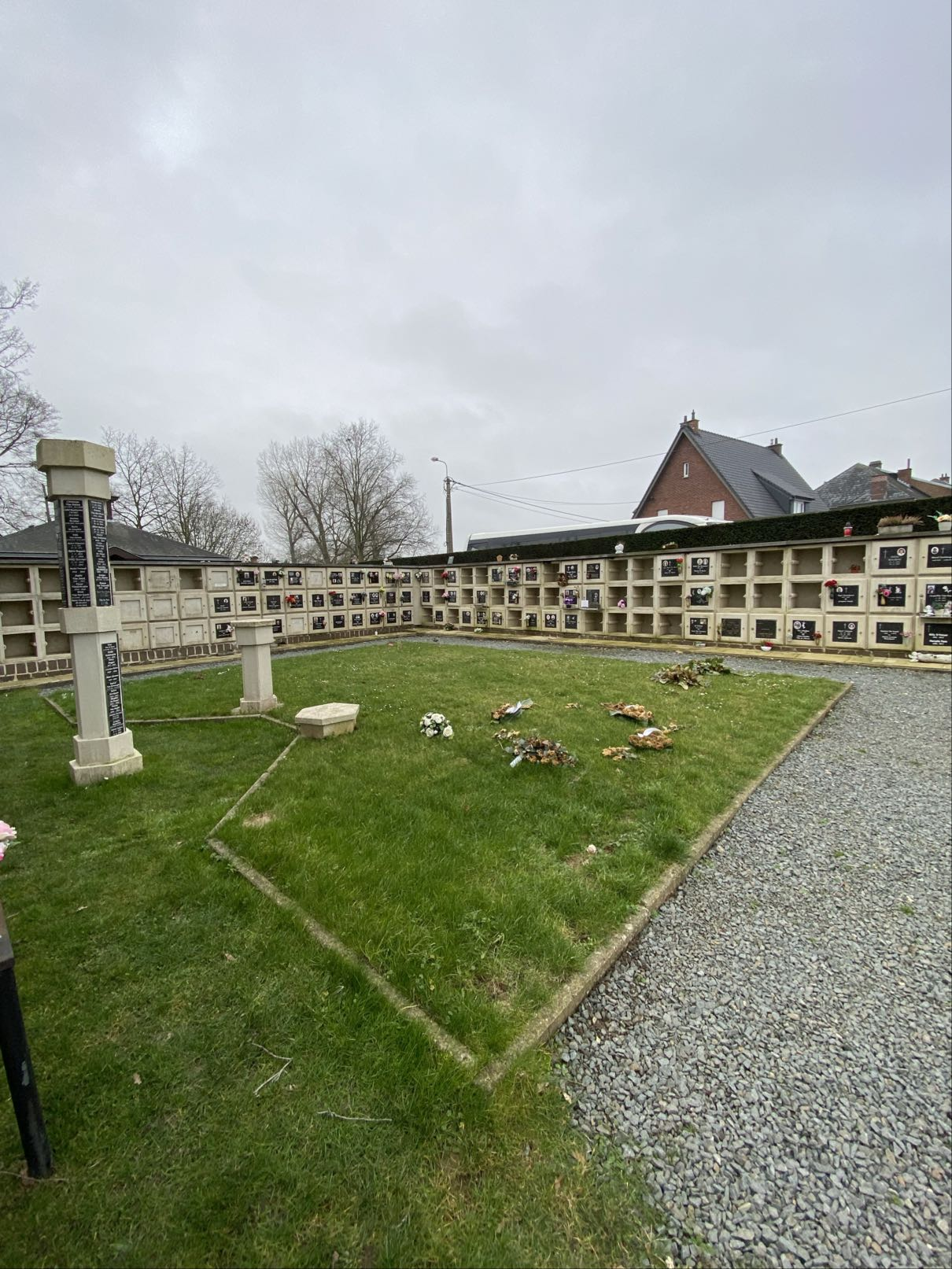
Strooiweide en columbarium
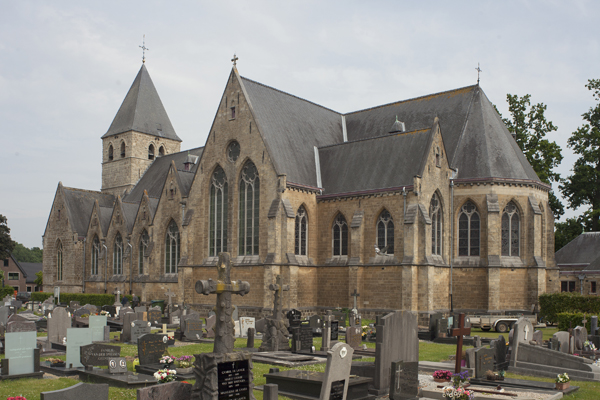
Kerkhof